# Skabban (vid Älgö, Raseborg)
Skabban är en ö i Finland. Den ligger i Finska viken och i kommunen Raseborg i landskapet Nyland, i den södra delen av landet. Ön ligger omkring 90 kilometer väster om Helsingfors.
Öns area är 5,6 hektar och dess största längd är 410 meter i öst-västlig riktning. Ön höjer sig omkring 15 meter över havsytan.